# Dregea sinensis
Dregea sinensis là một loài thực vật có hoa trong họ La bố ma. Loài này được Hemsl. mô tả khoa học đầu tiên năm 1889.

## Hình ảnh

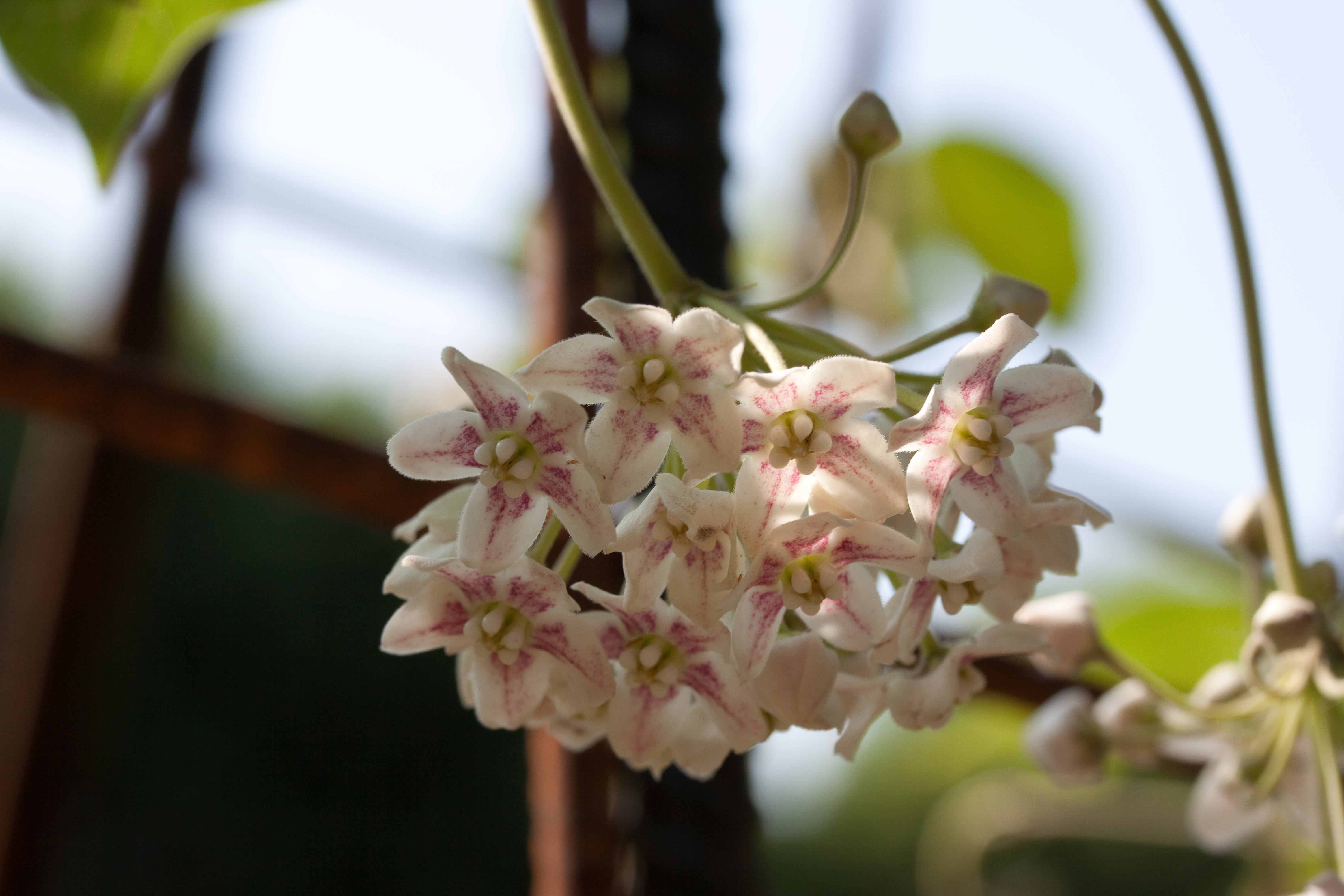
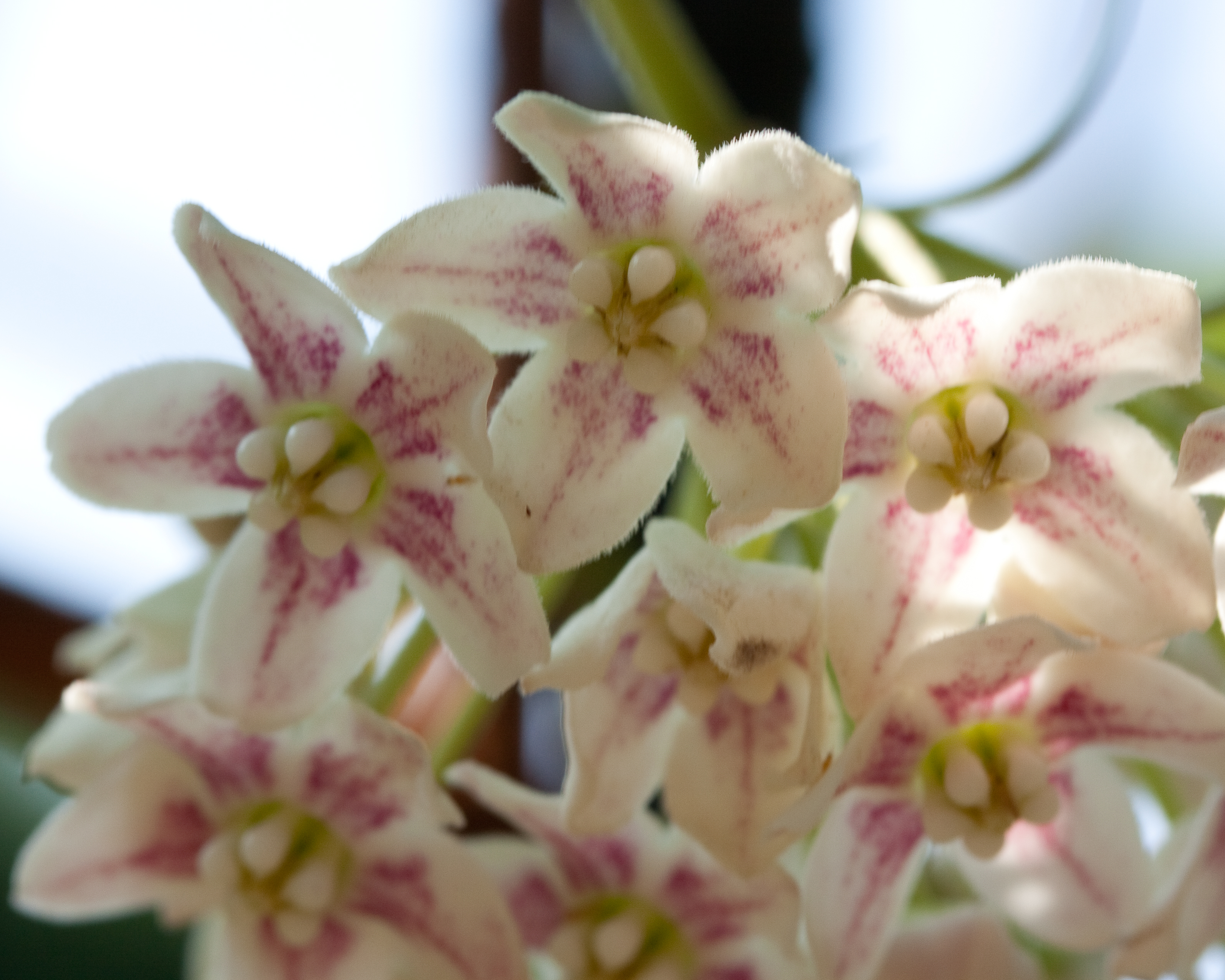
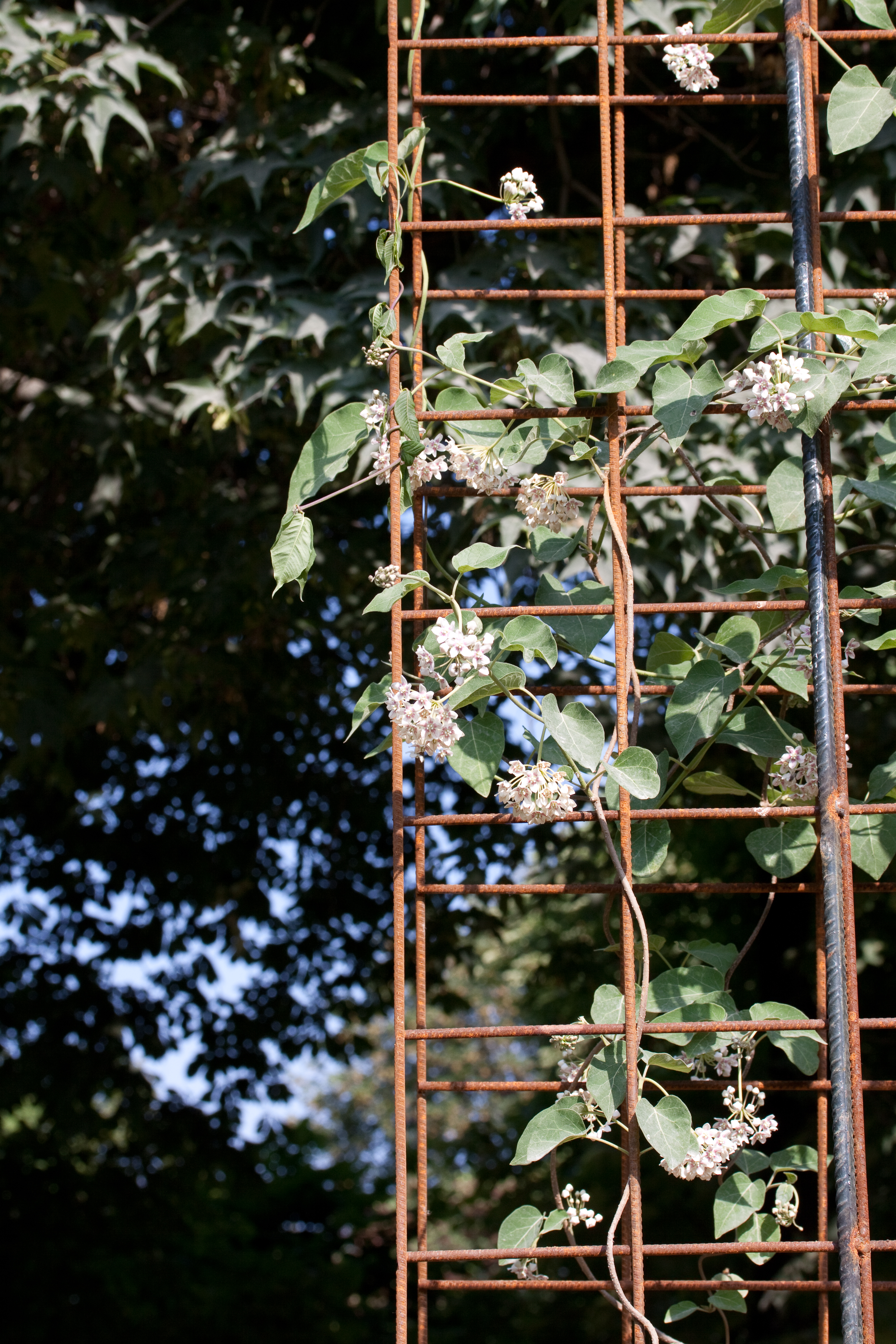
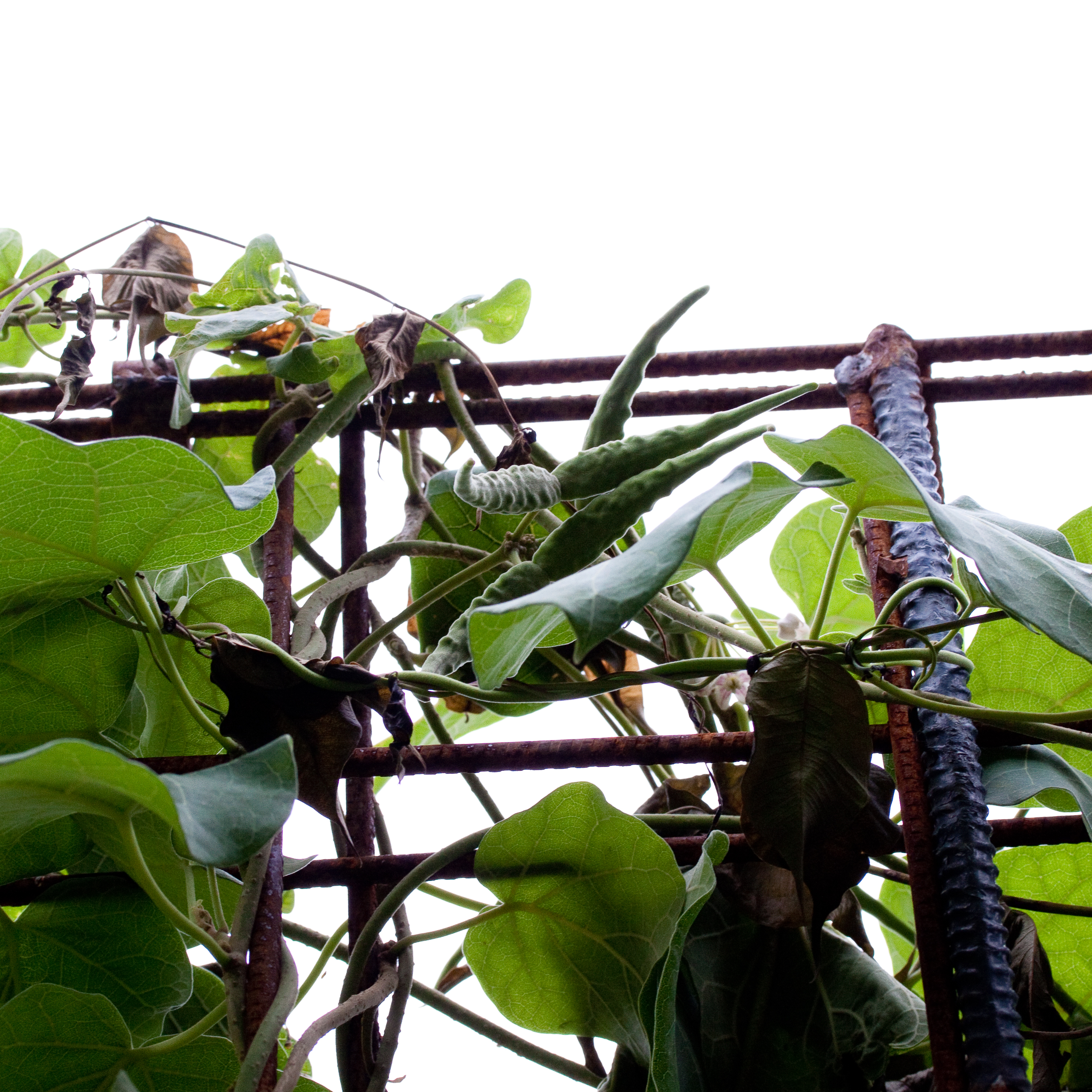